# Ramona Düringer
Ramona Düringer (* 2. Dezember 1989) ist eine frühere österreichische Skilangläuferin und mittlerweile Biathletin.
Ramona Düringer startet für den WSV Andelsbuch. 2009 vollzog sie den Wechsel vom Skilanglauf zum Biathlon. Ihre ersten Langlauf-Rennen bestritt sie in der Saison 2006/07 in unterklassigen Rennen wie dem Alpencup oder in FIS-Rennen. Bei den FIS-Junioren-Skiweltmeisterschaften 2009 in Le Praz-de-Lys-Sommand belegte die Österreicherin über 5 Kilometer Freistil den 35. Platz und wurde 49. des Verfolgungsrennens. Bei österreichischen Meisterschaften gewann sie sowohl 2009 in Seefeld in Tirol als auch 2010 in Obertilliach jeweils hinter Kateřina Smutná die Silbermedaillen über 15 Kilometer Freistil im Massenstartmodus.
Zum Auftakt der Saison 2009/10 startete Düringer in Idre erstmals im IBU-Cup und wurde 77. des Sprints. Eine Woche später debütierte sie auch im Weltcup. Dort bestritt sie in Östersund mit einem Sprint ihr erstes Rennen, bei dem sie auf Platz 101 kam. Zudem startete sie mit Iris Waldhuber, Romana Schrempf und Kerstin Muschet in der ersten Frauenstaffel Österreichs im Weltcup und wurde mit dieser 17. Noch im selben Jahr gewann sie als 39. eines Sprintrennens in Obertilliach erstmals IBU-Cup-Punkte. In Pokljuka erreichte sie in Sprint und Verfolgung mit Rang 23 ihre bislang besten Resultate in der Rennserie. Erster Höhepunkt der ersten Biathlon-Saison wurden die Junioren-Weltmeisterschaften in Torsby, bei der Düringer 43. im Einzel, 47. im Sprint und 40. der Verfolgung wurde. Kurz darauf trat die Österreicherin auch bei den Junioren-Europameisterschaften in Otepää an und erreichte die Platzierungen 37 im Einzel, 20 im Sprint und 19 im Verfolgungsrennen. Zum Abschluss der Saison gewann Düringer bei den Österreichischen Meisterschaften im Biathlon 2010 in Hochfilzen den Titel im Sprint und musste sich in der Verfolgung nur Iris Waldhuber geschlagen geben, die sie im Sprint noch auf den zweiten Rang verweisen konnte. Bei den Biathlon-Weltmeisterschaften 2011 lief Ramona Düringer im Sprint auf Platz 33 und damit zum ersten Mal in die Punkteränge des Weltcups. Es war die erste Platzierung in den Punkten für eine österreichische Biathletin seit Brigitte Weisleitners letztem Punktgewinn zehn Jahre zuvor. Im Verfolgungsrennen verbesserte sie sich nochmals um drei Ränge. Mit Waldhuber, Dominik Landertinger und Christoph Sumann wurde sie zudem Siebte im Mixed-Staffelrennen.

## Biathlon-Weltcup-Platzierungen
Die Tabelle zeigt alle Platzierungen (je nach Austragungsjahr einschließlich Olympische Spiele und Weltmeisterschaften).
- 1.–3. Platz: Anzahl der Podiumsplatzierungen
- Top 10: Anzahl der Platzierungen unter den ersten zehn (einschließlich Podium)
- Punkteränge: Anzahl der Platzierungen innerhalb der Punkteränge (einschließlich Podium und Top 10)
- Starts: Anzahl gelaufener Rennen in der jeweiligen Disziplin
- Staffel: inklusive Mixed- und Single-Mixed-Staffeln

| Platzierung            | Einzel | Sprint | Verfolgung | Massenstart | Staffel | Gesamt |
| ---------------------- | ------ | ------ | ---------- | ----------- | ------- | ------ |
| 1. Platz               |        |        |            |             |         |        |
| 2. Platz               |        |        |            |             |         |        |
| 3. Platz               |        |        |            |             |         |        |
| Top 10                 |        |        |            |             | 1       | 1      |
| Punkteränge            |        | 1      | 1          |             | 8       | 10     |
| Starts                 | 3      | 5      | 1          |             | 8       | 17     |
| Stand: 18. Januar 2014 |        |        |            |             |         |        |